# Mezzano (Ravenna)
Mezzano település Olaszországban, Emilia-Romagna régióban, Ravenna megyében, Ravenna város frazionéja. 

## Népesség
A település népességének változása: